# Дејан Дубајић
Дејан Дубајић (Карловац, 10. јул 1897 — Београд, 16. јануар 1969) био је српски филмски и позоришни глумац, оперетни певач и редитељ.

## Биографија
Деловао је у Вараждину, Суботици, Новом Саду а од 1925. у Загребу. Један од истакнутијих комичара међуратне загребачке оперетне, кабаретне и драмске сцене, водитељ кабаретне дружине »Грабанцијаш« 1940. Од 1947. био је члан Југословенског драмског позоришта у Београду. Режирао је више оперета, глумио у више филмова. Глумио је у првом југословенском филму после Другог светског рата Славица. Носилац је више одликовања: Албанске споменице, Ордена заслуга за народ I реда, Ордена рада II реда. За улогу Бокчила у Дунду Мароју добио је Савезну награду.

## Позориште
Познатије улоге:
- Шјор Бепо (И. Тијардовић, Мала Флорами)
- Шунди-бунди (Т. Брезовачки, Диогенеш)
- Журден (Молиjèр, Грађанин племић)
- Бокчило (М. Држић, Дундо Мароје)

## Филмографија
Глумац |
| Глумац | ▲ |
| ------ | - |

Дугометражни филм | ТВ филм | ТВ серија | Кратки филм
|                   | 1940 | 1950 | 1960 | Укупно |
| ----------------- | ---- | ---- | ---- | ------ |
| Дугометражни филм | 2    | 9    | 4    | 15     |
| ТВ филм           | 0    | 1    | 10   | 11     |
| ТВ серија         | 0    | 0    | 20   | 20     |
| Кратки филм       | 0    | 1    | 0    | 1      |
| Укупно            | 2    | 11   | 34   | 47     |
|           | Назив                     | Улога                    |
| --------- | ------------------------- | ------------------------ |
| 1947      | Славица                   | Парон                    |
| 1949      | Прича о фабрици           | Радозналац               |
| 1950-te ▲ |                           |                          |
| 1950      | Језеро                    | /                        |
| 1951      | Мајор Баук                | /                        |
| 1951      | Бакоња фра Брне           | Дундак                   |
| 1952      | Хоја! Леро!               | /                        |
| 1952      | Сви на море               | Директор хотела          |
| 1953      | Општинско дете            | Каранфиловић             |
| 1955      | Мала Јоле                 | /                        |
| 1955      | Ханка                     | Слуга                    |
| 1956      | Под сумњом                | Зане Моро                |
| 1960-te ▲ |                           |                          |
| 1960      | Друг председник центарфор | Свештеник Радоје         |
| 1961      | Први грађанин мале вароши | Матичар                  |
| 1964      | Лито виловито             | Шјор Нико                |
| 1965      | Човик од свита            | Шјор Георге / Американац |
|           | Назив                       | Улога   |
| --------- | --------------------------- | ------- |
| 1959      | Дундо Мароје                | Бокчило |
| 1960-te ▲ |                             |         |
| 1960      | Екс Гертруде Шулц           | /       |
| 1960      | Два погледа кроз кључаоницу | /       |
| 1961      | Песма                       | /       |
| 1962      | Прва љубав                  | /       |
| 1962      | Приче из хотела             | /       |
| 1963      | Адам и Ева                  | Генерал |
| 1964      | Нови асистент               | /       |
| 1965      | Суданија                    | /       |
| 1967      | Никад се не зна             | /       |
| Од | До | Назив | Улога |
| -- | -- | ----- | ----- |

|      | Назив         |
| ---- | ------------- |
| 1950 | Говори Москва |